# 엠브리오

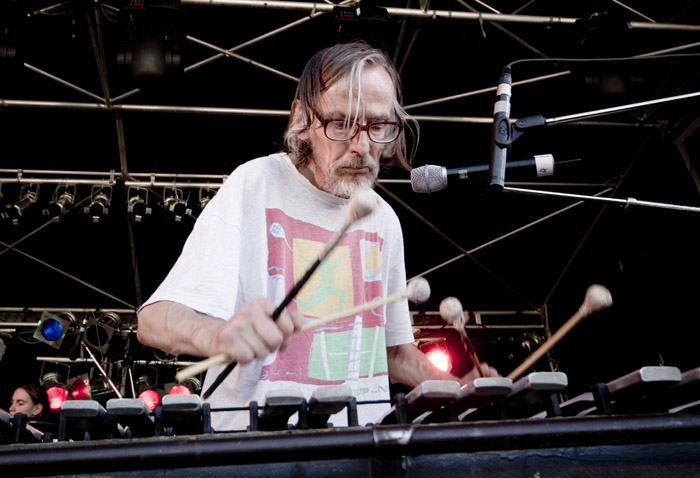

엠브리오(Embryo)는 1969년 뮌헨에서 결성된 음악 집단이다. 초기 멤버들은 호프 (바이에른주)에서 10대때부터 알던 사이라고 한다. 독일 재즈 퓨전의 가장 중요한 밴드중 하나이며 가장 혼종의 크라우트록 밴드이기도 하다

## 개요
다중악기주자인 크리스티안 부르크하르트가 에드가 호프만과 1969년에 결성했다. 활동기간 내내 거쳐간 뮤지션은 약 400명가량 된다. 이중에는 말 왈드론도 포함되어있다.
1979엔 투어버스를 타고 9개월간 인도 투어를 시도했다. 이 기록은 영화 카라바네 베가본드(Vagabunden Karawane)로 기록되었다. 엠브리오는 크라우트록에 재즈와 월드뮤직을 섞었으며 그 외에도 다양한 요소를 섞는데 능했다. 그들의 앨범을 듣는 것은 여러 대륙을 여행하는 것과 비슷한 느낌이다. 실제로 밴드는 영국, 인도, 나이지리아, 일본 등 세계 각지의 페스티벌에서 공연했으며 2008년엔 독일 월드뮤직 상(German World Music Award)을 수상했다.
엠브리오의 두 멤버인 뮐리히와 웨마이어는 1981년에 독립하여 엠브리오즈 디시덴텐(Embryo's Dissidenten)이라는 월드뮤직 밴드를 결성했고 이후 디시덴텐으로 줄여서 활동했다. 디시덴텐에서는 부르크하르트의 딸인 마리아가 활동한 적이 있으며 지금은 엠브리오에서 아버지를 도와 활동중이다.

## 음반 목록
- Opal – LP/CD, 1970 Ohr 56003 u. 556003
- Embryos Rache – LP/CD, 1971
- Father Sons & Holy Ghosts – LP/CD, 1972
- Steig aus – LP/CD, 1973
- Rocksession – LP/CD, 1973
- We keep on – LP/CD, 1973
- Surfin – LP, 1975
- Bad Heads & Bad Cats – LP, 1976
- Life – LP, 1977
- Apo Calypso – LP, 1977
- Embryo's Reise – DLP/CD, 1979/1980
- Embryo+KCP+Charlie Mariano Live – LP, 1980
- Anthology (Every Day Is Okay) – LP, 1980
- La Blama Sparozzi - Zwischenzonen – DLP, 1982
- Zack Glück – LP, 1984
- Embryo & Yoruba Dun Dun Orchestra – LP, 1985
- Africa – LP, 1987
- Turn Peace – LP/CD, 1989
- Ibn BatutaA – CD, 1994
- Ni Hau – CD, 1996
- Live in Berlin – CD, 1998
- Istanbul Casablanca - Tour 1998 – 2 CDs, 1999
- Invisible Documents – 2CDs, 1999
- One Night at the Joan Miró Foundation – CD, 2000
- Live 2000 Vol.1 – CD, 2001
- Live 2001 Vol.1 – CD, 2001
- Bremen 1971 – CD, 2003
- Hallo Mik (liverecordings 2002 & 2003) – CD, 2003
- Embryonnck - No-Neck Blues Band & Embryo – CD, 2006
- Live im Wendland – CD, 2007
- For Eva – LP/CD, 2007 (1967er-Aufnahmen des Pianisten Mal Waldron, mit Christian Burchard und Dieter Serfas)
- Freedom in Music – CD, 2008
- Live at Burg Herzberg Festival 2007 – CD, 2008
- Wiesbaden 1972 – CD, 2009
- Embryo 40 – 2 CDs, 2010 (Trikont)
- Message from Era Ora - 2LP 2013 (Sound of Cobra) (mit Massimo Urbani)
- It Do -  2LP/CD 2016 (Trikont)